# Platymantis spelaeus
Espèce
Synonymes
- Platymantis spelaea Brown & Alcala, 1982

Statut de conservation UICN

 EN B1ab(iii) : En danger
Platymantis spelaeus est une espèce d'amphibiens de la famille des Ceratobatrachidae.

## Répartition
Cette espèce est endémique de Negros aux Philippines. Elle se rencontre à une altitude comprise entre 20 et 400 m. Elle est inféodée aux grottes.

## Description
Platymantis spelaeus mesure de 41,5 à 46,9 mm pour les mâles et de 52,8 à 60,5 mm pour les femelles. Son dos est vert-olive à brun avec des taches sombres. Son ventre est crème et est parfois tacheté de brun.

## Étymologie
Son nom d'espèce du latin spelea, « grotte », lui a été donné en référence à son habitat.

## Publication originale
- Brown & Alcala, 1982 : A new cave Platymantis (Amphibia: Ranidae) from the Philippine Islands. Proceedings of the Biological Society of Washington, vol. 95, p. 386-391 (texte intégral).